# Sabicea calycina
Sabicea calycina är en måreväxtart som beskrevs av George Bentham. Sabicea calycina ingår i släktet Sabicea och familjen måreväxter. Inga underarter finns listade i Catalogue of Life.